# Шляхтинці (зупинний пункт)
Шляхти́нці — пасажирський залізничний зупинний пункт Тернопільської дирекції Львівської залізниці.
Розташований у селі Шляхтинці, Тернопільський район Тернопільської області на лінії Тернопіль — Ланівці між станціями Тернопіль (9 км) та Збараж (15 км).
Станом на травень 2019 року щодня дві пари дизель-потягів прямують за напрямком Ланівці — Тернопіль-Пасажирський.